# Convenção de Ottawa
A Convenção de Ottawa, ou Conferência Econômica do Império Britânico, foi uma conferência das colônias britânicas, em 1932, realizada para a discussão da Grande Depressão. Ocorreu na cidade de Ottawa, Canadá, entre 21 de julho e 20 de agosto.
O acordo estabeleceu uma zona de tarifas limitadas dentro do Império Britânico, mas com altas tarifas com os outros países do mundo. Foi muito influenciada por idéias da Escola keynesiana.